# Giro del Lazio 1986
Il Giro del Lazio 1986, cinquantaduesima edizione della corsa, si svolse il 20 settembre 1986 su un percorso di 237 km. La vittoria fu appannaggio dello svizzero Urs Zimmermann, che completò il percorso in 6h34'15", precedendo gli italiani Gianni Bugno e Davide Cassani.

## Ordine d'arrivo (Top 10)
| Pos. | Corridore                | Squadra         | Tempo    |
| ---- | ------------------------ | --------------- | -------- |
| 1    | Urs Zimmermann           | Carrera         | 6h34'15" |
| 2    | Gianni Bugno             | Atala-Ofmega    |          |
| 3    | Davide Cassani           | Carrera         |          |
| 4    | Maarten Ducrot           | Kwantum Hallen  |          |
| 5    | Maurizio Rossi           | Ecoflam         |          |
| 6    | Adrie van der Poel       | Kwantum Hallen  |          |
| 7    | Palmiro Masciarelli      | Gis Gelati-Oece |          |
| 8    | Gianbattista Baronchelli | Sup. Brianzoli  |          |
| 9    | Bruno Cenghialta         | Magniflex       |          |
| 10   | Nico Emonds              | Kwantum Hallen  |          |